# لوگون غربی
لوگون غربی (به انگلیسی: Logone Occidental) یکی از منطقه‌های کشور چاد است. این منطقه در سال ۲۰۰۹ میلادی ۶۸۳٬۲۹۳ نفر جمعیت داشته‌است.